# Fillmore West
The Fillmore West byl hudební klub v San Franciscu, specializující se převážně na rockové koncerty. Klub proslavil promotér Bill Graham. Bylo zde nahráno několik koncertních alb, mezi které patří například Fillmore West 1969 (Grateful Dead), část alba Bless Its Pointed Little Head (Jefferson Airplane), část alba Live Cream (Cream) nebo Live at the Fillmore – February 1969 (The Byrds).